# Leslie Jordan
Leslie Allen Jordan (Chattanooga, Tennessee; 29 de abril de 1955-Hollywood, California; 24 de octubre de 2022) fue un actor, comediante y escritor estadounidense que participó tanto en cine como en televisión. 
Algunos de los proyectos de televisión en los que trabajó fueron Lois & Clark: The New Adventures of Superman, Star Trek: Voyager, Caroline in the City, Reba, Boston Public, Boston Legal, Nash Bridges y su rol secundario en Hearts Afire. También formó parte de la reconocida comedia Ugly Betty. En 2007 participó en Hidden Palms. Ganó un Premio Primetime Emmy en la categoría de Mejor actor invitado a una Serie de Comedia por su participación en 2006 en la serie Will & Grace. También participó de manera recurrente en la serie de antología American Horror Story.
Jordan falleció el 24 de octubre de 2022 tras estrellar su coche contra un edificio, supuestamente debido a una complicación médica repentina. Fue declarado muerto in situ.

## Publicaciones
- Lost in the Pershing Point Hotel (obra de teatro)
- My Trip Down the Pink Carpet (2008)
- Hysterical Blindness and Other Southern Tragedies That Have Plagued My Life Thus Far

## Filmografía
Cine y televisión
- 1986: The Fall Guy
- 1986: The Wizard
- 1987: CBS Summer Playhouse'
- 1988: Frankenstein General Hospital
- 1988: Moving
- 1988: Night Court
- 1989: Midnight Caller
- 1989: Murphy Brown
- 1989: Newhart
- 1989: The People Next Door
- 1989: The Road Raiders
- 1990: American Dreamer
- 1990: Babes
- 1990: Pee-wee's Playhouse
- 1990: Ski Patrol
- 1990: Sugar and Spice
- 1991: Top of the Heap
- 1992: Bodies of Evidence
- 1992: Hero
- 1992: Missing Pieces
- 1992: Perfect Stangers
- 1992: Reasonable Doubts
- 1993: Bodies of Evidence
- 1993: Getting By
- 1994: Hearts Afire
- 1995: Black Velvet Pantsuit
- 1995: Charlie Grace
- 1996: Star Trek: Voyager
- 1996: Mr. & Mrs. Smith
- 1997: Arli$$
- 1998: Caroline and the City
- 1998: Dharma & Greg
- 1998: Ellen
- 2000: Sabrina, the Teenage Witch
- 2000: Sordid Lives
- 2004: Reba
- 2005: Boston Legal
- 2001-2006: Will & Grace
- 2007: Ugly Betty
- 2007: Hidden Palms
- 2008: 12 Miles of Bad Road
- 2008: Sordid Lives: The Series
- 2009: Alligator Point
- 2008: Glenn Martin, DDS
- 2010: Love Ranch
- 2010: Leslie Jordon: My Trip Down The Pink Carpet
- 2011: The Help
- 2011: Mangus!
- 2011: Shake It Up
- 2011: Under the Pink Carpet
- 2012: DTLA
- 2012: The Game
- 2012: Hollywood to Dollywood
- 2012: Raising Hope
- 2012: The Secret Life of the American Teenager
- 2012: Yahoo! News/Funny or Die GOP Presidential Online Internet Cyber Debate
- 2013: American Horror Story: Coven
- 2013: Supernatural
- 2015: Con Man
- 2016: American Horror Story: Roanoke
- 2018: The Cool Kids
- 2019: American Horror Story: 1984
- 2021: The United States vs. Billie Holiday
- 2021: Call Me Kat

### Otros
- Found A Peanut (1986)
- Sordid Lives (1996)
- Southern Baptist Sissies
- Lost in the Pershing Point Hotel
- Like a Dog on Linoleum (2004)
- My Trip Down the Pink Carpet (2010)
- Lucky Guy (2011); Musical de Broadway con el rol de Big Al Wright